# Big and Ugly Rendering Project
Das Big and Ugly Rendering Project (BURP) ist ein Volunteer-Computing-Projekt zum Rendern von 3D-Animationen.

## Projekt
Wer die Rechenleistung seines Computers zum Rendern von Animationen zur Verfügung stellt, kann als Gegenleistung Filme rendern lassen, die auf seinem Computer zu lange benötigen. Es basiert auf der BOINC-Infrastruktur.
BURP verwendet den Renderer Blender und befindet sich momentan noch in einer Beta-Testphase. Die Anforderungen an den eigenen Computer waren in der Frühphase des Projekts mit mindestens 300 MB benötigtem Arbeitsspeicher verhältnismäßig hoch. Das Projekt richtet sich vor allem an professionelle Grafiker, die ein Vorwissen im Bereich 3D-Rendering besitzen. Anfänger können jedoch nach einer Einarbeitungszeit einfache Animationen erstellen.
Mit BURP wurden 2013 erstmals hochauflösende Versionen des Films Big Buck Bunny gerendert. Seit 2020 ist das Projekt aufgrund von Wartungsarbeiten offline.